# جيمس فارمر (سياسي)
جيمس فارمر (بالإنجليزية: James L. Farmer, Jr.)‏ هو سياسي أمريكي، ولد في 12 يناير 1920 في مارشال في الولايات المتحدة، وتوفي في 9 يوليو 1999 في فريدريكسبيورغ في الولايات المتحدة بسبب السكري. حزبياً، نشط في الحزب الليبرالي لنيويورك.

## السيرة الذاتية

### النشأة
ولد جيمس ل. فارمر الابن في مارشال بولاية تكساس لجيمس ل. فارمر الأب وبيرل هيوستن، وكان كلاهما معلمًا. كان والده أستاذاً في كلية وايلي، وهي كلية سود تاريخياً، وكاهناً ميثوديًا وحاصلًا على درجة الدكتوراه في اللاهوت من جامعة بوسطن. كانت والدته ربة منزل، تخرجت من معهد بيتون كوكمان في فلوريدا ومعلمة سابقة.
عندما كان فارمر صبياً صغيراً عمره نحو ثلاث أو أربع سنوات، أراد شراء كوكاكولا عندما كان خارج المدينة مع والدته. أخبرته والدته بعناد لا، وأن عليه الانتظار حتى يعودا إلى المنزل. أراد فارمر الحصول على واحدة في ذلك الوقت وشاهد بحسد صبيًا صغيرًا آخر يذهب إلى الداخل ويشتري الكوكا كولا. أخبرته والدته أن الصبي الآخر يمكنه شراء الكوكا كولا من ذلك المتجر لأنه كان أبيض، لكن فارمر شخص ملون وغير مسموح دخوله إلى هناك. كانت هذه اللحظة المحددة والظالمة التجربة الأولى لكن ليست الأخيرة التي تذكّرها فارمر من التفرقة.
عندما كان فارمر في العاشرة من عمره، نزل عم فارمر فريد وعمته هيلين وابن عمه مورييل لزيارة من نيويورك. لم يكن لديهم مشكلة في الحصول على مقصورة للنوم في القطار في طريق الذهاب ولكنهم كانوا قلقين بشأن الحصول على واحدة في طريق العودة. ذهب فارمر إلى محطة القطار مع والده. بينما أقنع والده المدير بإعطاء عمه حيزًا من عربة النوم على القطار، أدرك فارمر أن والده كان يكذب. صُدِم فارمر لسماع الأكاذيب، لأن والده كان كاهناً. أخبره والده في طريق العودة، «كان علي أن أخبر تلك الكذبة عن عمك فريد. كانت هذه هي الطريقة الوحيدة التي تمكننا من الحصول على الحجز. الرب سوف يغفر لي». ومع ذلك، كان فارمر غاضباً جداً من اضطرار والده للكذب للحصول على غرفة النوم في القطار. كان هذا عندما بدأ فارمر بتكريس حياته لإنهاء التفرقة.
كان فارمر طفلًا معجزة، التحق بجامعة في كلية وايلي كطالب جامعي جديد عام 1934 في سن الرابعة عشرة، وهي كلية سود تاريخياً حيث كان والده يدرس في مارشال، تكساس. اختير كجزء من فريق المناقشة. أصبح ميلفن ب. تولسون (أستاذ اللغة الإنجليزية) معلمه الخاص. 
في سن الواحد والعشرين، دُعيَ فارمر إلى البيت الأبيض للتحدث مع الرئيس فرانكلين د. روزفلت. وقّعت إليانور روزفلت الدعوة. قبل التحدث مع الرئيس، تحدثت السيدة روزفلت إلى المجموعة. نال فارمر إعجابها حالاً، احتكر اثنان منهم المحادثة. عندما ذهبت المجموعة للتحدث إلى الرئيس روزفلت، تبعتهم السيدة روزفلت وجلست في الخلف. بعد الانتهاء من الإجراءات الشكلية، سُمِح للشباب بطرح الأسئلة. قال فارمر: "في ملاحظاتك الافتتاحية، وصفت بريطانيا وفرنسا باعتبارهما أبطال الحرية. في ضوء سياساتهما الاستعمارية في أفريقيا والتي تُكذب المبدأ، كيف يمكن وصفهم بالمدافعين؟". تجنب الرئيس بلباقة السؤال. صرخَت: «دقيقة واحدة فقط، أنت لم تجب عن السؤال!» على الرغم من أن الرئيس لم يجب عن السؤال كما صاغه فارمر، إلا أن فارمر كان سعيداً بمعرفته أنه طرح السؤال هناك.
حصل فارمر على درجة بكالوريوس العلوم في كلية وايلي عام 1938، وعلى درجة البكالوريوس في اللاهوت من كلية الدين في جامعة هوارد عام 1941. في وايلي، أصبح فارمر يشعر بالبؤس بسبب التفرقة، متذكراً حوادث معينة من العنصرية التي شهدها أو عانى منها في أيام شبابه. خلال الحرب العالمية الثانية، كان لديه وضع رسمي «معارض للخدمة العسكرية».
ألهم هوارد ثورمان، أستاذ علم اللاهوت بجامعة هوارد، فارمر ليصبح مهتماً بالسلمية على غرار غاندي. درس مارتن لوثر كينغ جونيور أيضاً هذا لاحقاً وتبنى العديد من مبادئه. بدأ فارمر في التفكير في كيفية وقف الممارسات العنصرية في أمريكا أثناء العمل في زمالة المصالحة التي انضم إليها بعد الكلية.
خلال خمسينيات القرن العشرين، شغل فارمر منصب السكرتير الوطني لاتحاد الطلاب من أجل الديمقراطية الصناعية، فرع الشباب في الاتحاد الاشتراكي للديمقراطية الصناعية. أصبح اتحاد الطلاب من أجل الديمقراطية الصناعية فيما بعد منظمة «طلاب من أجل مجتمع ديمقراطي». 
تزوج فارمر من ويني كريستي عام 1945. أصبحت ويني حاملاً بعد فترة قصيرة من زواجهما. ثم عثرت على رسالة من فتاة في أحد جيوب معطف فارمر، وهو حدث كان بمثابة محفز لإنهاء زواجهما. أجهضت، وتطلق الزوجان بعد ذلك بفترة ليست بطويلة.
بعد بضع سنوات تزوج فارمر من لولا أ. بيترسون. شخصت إصابتها بمرض هوغن، لذا نُصح الزوجان بعدم إنجاب أطفال، لأنه في ذلك الوقت اعتقِد أن الحمل يؤدي إلى تفاقم السرطان. بعد سنوات، بحثوا عن رأي ثانٍ. في ذلك الوقت، شُجِعت لولا لمحاولة إنجاب الأطفال. أجهضت لكنها نجحت بعد ذلك بإنجاب طفلة أسمتها تامي لين فارمر، التي ولدت في 14 فبراير عام 1959. أنجبت ابن ثانية، آبي فارمر والتي ولدت عام 1962.

### تأسيس لجنة المساواة العرقية
ذكر جيمس فارمر فيما بعد:
تحدثت إلى إبراهام يوهانس موست، المدير التنفيذي لزمالة المصالحة، حول فكرة مكافحة عدم المساواة العرقية. وجد موست الفكرة واعدة لكن أراد رؤيتها كتابةً. قضيت عدة أشهر في كتابة المذكرة مع التأكد من أنها كانت مثالية. كتب إبراهام يوهانس موست رداً ليسألني عن المال اللازم لتمويلها وكيف سيحصلون على أعضاء. أخيراً، طُلِب مني اقتراح فكرتي أمام المجلس الوطني لزمالة المصالحة. في النهاية، اختارت زمالة المصالحة عدم رعاية المجموعة، لكنهم منحوني إذناً لبدء المجموعة في شيكاغو.
عندما عاد فارمر إلى شيكاغو، بدأت المجموعة في تأسيس المنظمة. الاسم الذي اختاروه هو CORE، لجنة المساواة العرقية. غُيرَ الاسم بعد نحو عام إلى الهيئة التشريعية للمساواة العرقية. 
في مقابلة مع روبرت بن وارين في عام 1964 لكتاب «من يتحدث باسم السود؟»، وصف فارمر المبادئ الأساسية للجنة المساواة العرقية على النحو التالي:
1.  تشارك الناس أنفسهم بدلاً من الخبراء.
2. ترفض التفرقة.
3. تفعل ذلك من خلال العمل المباشر السلمي.
جاك سبرات، مطعم محلي في شيكاغو لم يكن يقدم الخدمة للأشخاص الملونين. قررت لجنة المساواة العرقية الجلوس في المطعم على نطاق واسع بحيث يشغلون كل المقاعد المتاحة. دخل ثمانية وعشرون شخصاً جاك سبرات في مجموعات، مع شخص أسود واحد على الأقل في كل مجموعة. بشكلٍ لا يأكل أحد ممن خُدِموا حتى يُخدَم السود، أو يقدمون طبقاً للشخص الأسود الأقرب لهم. فعل الزبائن الآخرين الشيء نفسه بالفعل.
أخبرهم المدير أنهم سيخدمون الزبائن الملونين في الطابق السفلي، لكن المجموعة رفضت. ثم اقترح أن يجلس جميع الأشخاص الملونين في الزاوية الخلفية وأن يحصلوا على الخدمة هناك، مرة أخرى رفضت المجموعة الاقتراح. وأخيراً دعت المؤسسة الشرطة. عندما دخلت الشرطة، رفضت طرد مجموعة لجنة المساواة العرقية. مع عدم وجود خيارات أخرى، خُدِم جميع الزبائن. بعد ذلك، قامت لجنة المساواة العرقية بإجراء اختبارات في جاك سبرات ووجدوا أن سياسة العشاء تغيرت.
تسمح حلبة التزلج على الجليد بالمدينة البيضاء للرواد البيض فقط بالتزلج. قدم موظفوها أعذاراً للسود عن سبب عدم قدرتهم على الدخول. على سبيل المثال، سُمِح لأعضاء لجنة المساواة العرقية البيض بالدخول إلى حلبة التزلج، ولكن رُفِض الأعضاء السود بسبب «حفلة خاصة». بعد أن وثقت اللجنة أن الحلبة كانت تكذب حول الظروف، قررت لجنة المساواة العرقية مقاضاتها. عندما تم رفع القضية إلى المحاكمة، تولاها محامي دولة المقاضاة، بدلاً من محامي المقاطعة. حكم القاضي لصالح الحلبة. على الرغم من أن نتيجة القضية كانت نكسة للجنة المساواة العرقية، إلا أن المجموعة كانت تصنع اسماً لنفسها.